# Base de données de référence de protéines humaines
La base de données de référence de protéines humaines ( Human Protein Reference Database = HPRD ) est une base de données de protéines accessible via Internet.

## Aperçu
L'HPRD est le résultat d'un effort collaboratif international entre l'Institut de bioinformatique de Bangalore en Inde, et le laboratoire Pandey de l'Université Johns Hopkins de Baltimore aux États-Unis. L'HPRD contient des data scientifiques manuellement organisées relatives à la biologie de la majorité des protéines humaines. Les informations qui concerne les protéines impliquées dans les maladies humaines sont annotées et liées à la base de données Online Mendelian Inheritance in Man (OMIM). Le National Center for Biotechnology Information apporte un lien vers l'HPRD via ses bases de données de protéines humaines (par ex. Entrez Gene, protéine RefSeq appartenant aux gènes et aux protéines).
Cette ressource présente des informations sur les fonctions des protéines humaines, y compris les interactions protéine-protéine, les modifications post-traductionnelles, les relations enzyme-substrat et les associations avec maladies. Les informations d'annotation des protéines qui sont cataloguées ont été dérivées par une curation manuelle en utilisant la littérature publiée par des experts biologistes et par des analyses bioinformatiques de la séquence protéique. La data d'interaction protéine-protéine et de la localisation subcellulaire de l'HPRD a été utilisées pour développer un réseau d'interaction des protéines humaines.
Les points essentiels de l'HPRD sont comme suit :
- À partir de 10 000 interactions protéine-protéine (IPP) annotées pour 3 000 protéines en 2003, l'HPRD est passé jusqu'à plus de 36 500 IPP uniques annotés pour 25 000 protéines comprenant 6 360 isoformes à la fin de 2007[3].
- Plus de 50% des molécules annotées sur HPRD ont au moins un IPP et 10% ont plus de 10 IPP.
- Les expérimentations sur les IPP sont généralement regroupées en trois catégories, à savoir in vitro, in vivo et Double hybride. Soixante pour cent des IPP annotés dans l'HPRD sont supportés par une seule expérimentation, alors que 26% entre eux ont deux des trois méthodes expérimentales annotées.
- L'HPRD contient 18 000 données de PTM organisées manuellement appartenant à 26 types différents. La phosphorylation est le principal type de modification de protéine contribuant à 63% des données de PTM annotées dans l'HPRD. La glycosylation, de clivage protéolytique et le pont disulfure sont les événements contributeurs principaux qui suivent dans les données PTM.
- Les données de l'HPRD sont téléchargeables via des formats de fichiers délimités par tabulations et format fichier XML[4].

L'HPRD intègre aussi les données de Human Proteinpedia, un portail communautaire pour l'intégration des données des protéines humaines. Les données de l'HPRD peuvent être librement consultées et utilisées par les membres académiques, tandis que les entités commerciales sont tenues d'obtenir une licence d'utilisation. Le contenu de Human Proteinpedia  est disponible gratuitement pour tout le monde à télécharger et à utiliser.

## Le PhosphoMotif Finder
PhosphoMotif Finder  contient un substrat kinase/phosphatase connu ainsi que des motifs de liaison extraits de la littérature publiée. Il rapporte la présence de tout motif dérivé de la littérature dans la séquence de requête. PhosphoMotif Finder ne prédit aucun motif dans la séquence de la protéine de requête via un algorithme ou d'autres stratégies de calcul.

## Comparaison des données proteiques
Il existe d'autres bases de données qui traitent le protéome humain (par exemple BioGRID, BIND, DIP, HPRD, IntAct, MINT, MIPS, PDZBase et Reactome). Chaque base de données a son propre style de présentation des données. Il est difficile pour la plupart des investigaturs de comparer les données volumineuses de ces bases de données afin de conclure les forces et les faiblesses de chaqu'une. Mathivanan et ses collègues  ont tenté de résoudre ce problème lors de l'analyse des données sur les protéines en posant diverses questions. Cette analyse va aider les biologistes à choisir entre ces bases de données en fonction de leurs besoins.